# Рыбалкина, Александра Васильевна
Александра Васильевна Рыбалкина (23 марта 1902, Баланда, Саратовская губерния — 17 августа 1973, Москва) — советский учёный почвовед и микробиолог, специалист в области изучения почвенных микроорганизмов, доктор биологических наук, профессор.

## Биография
Родилась 23 марта 1902 года в селе Баланда Саратовской губернии.
С 1921 по 1926 год обучалась на кафедре физиологии и микробиологии естественного отделения физико-математического факультета Саратовского государственного университета, ученица профессора А. А. Рихтера.
С 1926 по 1933 год обучалась в аспирантуре на кафедре микробиологии биологического факультета МГУ под руководством профессора Е. Е. Успенского и в Микробиологической лаборатории АН СССР под руководством профессора Г. А. Надсона. С 1933 по 1935 год на научно-исследовательской работе в Институте микробиологии при МГУ в качестве научного сотрудника лаборатории почвенной микробиологии под руководством профессора Д. М. Новогрудского.
С 1935 по 1941 год на научно-исследовательской работе в Институте микробиологии АН СССР в качестве научного сотрудника, занималась вопросами разработки основных проблем почвенной микробиологии. С 1941 по 1943 год в период Великой Отечественной войны на научно-исследовательской работе в Поволжской санитарно-бактериологической лаборатории. С 1943 по 1944 год — научный сотрудник Северной базы Академии наук СССР. С 1944 года — старший и ведущий научный сотрудник Почвенного института имени В. В. Докучаева АН СССР — ВАСХНИЛ, занималась почвенно-микробиологическими исследованиями, в области экологии почв.

### Научно-педагогическая деятельность и вклад в науку
Основная научно-педагогическая деятельность А. В. Рыбалкиной была связана с вопросами в области почвоведения и микробиологии. А. В. Рыбалкина занималась изучением токсических веществ почвенных растворов и действие их на почвенные микроорганизмы в зависимости от сезонов времени года, температуры почвы и влажности. А. В. Рыбалкина занималась исследованиями в области развития азотобактера, занималась изучением взаимоотношениям между микрофлорой торфа и азотобактером, исследовала антагонистов азотобактера и микроорганизмы-спутников, в результате чего её был доказан факт существования бактерий-антагонистов азотобактера и оценено значение антагонистических взаимоотношений почвенных микроорганизмов. Занималась исследованиями тундровых гумусово-железистых и поверхностно-глеевых почв, почв лесотундры северо-западной и северо-восточной провинции, почвы чернозёма Курской области и подзолистые почвы Ленинградской области. А. В. Рыбалкина занималась изучением различных групп актиномицетов, подразделила штаммы бактерии Clostridium pasteurianum различного географического происхождения на группы ауксогетеротрофов и ауксоавтотрофов и впервые установила способность некоторых штаммов этих бактерий изменять гуминовую кислоту.
В 1934 году защитила диссертацию на соискание учёной степени кандидат биологических наук, в 1946 году — доктор биологических наук. А. В. Рыбалкиной было написано более ста научных трудов, в том числе и монография: «Микрофлора почв Европейской части СССР» (1957) изданная в Издательстве АН СССР.

## Основные труды
- Опыт изучения возбудителей молочно кислого брожения силосов Саратовской губернии / А. А. Рихтер, А. В. Рыбалкина. — Саратов, 1927.
- К микробиологической характеристике почв Заволжья / Красильников Н. А. Рыбалкина А. В., Габриэлян М. С., Кондратьева Т. М. // Труды Комиссии по ирригации АН СССР. — 1934. — № 3. — С.141—194.[2][3].
- la microflore active des sols / Par A. V. Rybalkina et E. V. Kononenko. — Paris: 1956. — 125—132 с. — (Extrait des rapports présentés au Congrès / Sixième Congrès de la science du sol. Paris, 1956; III, 21).
- Микрофлора почв Европейской части СССР / Акад. наук СССР, Почв. ин-т им. В. В. Докучаева; отв. ред. д-р биол. наук проф. М. М. Кононова. — М. : Изд-во Акад. наук СССР, 1957. — 258 с[4]

## Награды
- Орден «Знак Почёта»[1][2][3]